# ケヴィン・リンチ
ケヴィン・リンチ（Kevin Lynch, 1918年 - 1984年）はアメリカ合衆国の都市計画家、建築家、都市研究者。主著『都市のイメージ』『廃棄の文化誌』などで知られる。

## 人物
シカゴ生まれ。イェール大学を卒業後、1937年から1939年までタリアセンでフランク・ロイド・ライトのもとで働いた。その後、マサチューセッツ工科大学 (MIT) で学位を取得。1948年以降、マサチューセッツ工科大学の教壇に立ち、同校で都市計画と敷地計画の講座をもって多くの後進を育てた。都市は多くの人々に視覚的にイメージされやすいことが重要だという考え方から、都市の調査分析を行う。
1960年に刊行した『都市のイメージ(The Image of the City)』では、ボストン、ロサンゼルスなどで街頭を歩く一般人を対象に都市のイメージ調査に関するアンケート調査を行い、それをもとに都市をイメージする構成要素として、パス（道）、エッジ（縁）、ディストリクト（地域）、ノード（結節点）、ランドマーク（目印）の5つを挙げた。また、ボストン中心部を通る高架の高速道路が街を分断し、住民の空間認識を妨げていると論じた。日本でも『都市のイメージ』は丹下健三と富田玲子により訳され、現在も都市計画や建築に関わる人によく読まれている。
全米各地の再開発やニュータウン、公園建設などに関わった。著名な弟子にパタン・ランゲージのクリストファー・アレグザンダーらがいる。

## 主な訳書
- 『都市のイメージ』 丹下健三・富田玲子訳、岩波書店　新装版2007年。ISBN 978-4000241380
- 『廃棄の文化誌』 有岡孝・駒川義隆訳、工作舎、新装版2008年。ISBN 978-4875024095
- 『時間の中の都市　内部の時間と外部の時間』 東京大学・大谷幸夫研究室訳、鹿島出版会、1974年。同・SD選書、2010年。ISBN 978-4306052543